# コンラート・ライマー
コンラート・ライマー（Konrad Laimer、1997年5月27日 - ）は、オーストリア・ザルツブルク出身のプロサッカー選手。ブンデスリーガ・FCバイエルン・ミュンヘン所属。オーストリア代表。ポジションはMF。

## 経歴
レッドブル・ザルツブルクの下部組織出身。2014年5月、リザーブチームであるFCリーフェリングの試合でプロデビュー。9月のSKラピード・ウィーン戦でトップチームデビュー。
2017年6月、RBライプツィヒに移籍。
2023年6月9日、FCバイエルン・ミュンヘンにフリー移籍で加入することが発表された。

### 代表
各年代でオーストリア代表に選出されている。
2017年9月、2018 FIFAワールドカップ・ヨーロッパ予選・ジョージア戦でA代表初招集。2019年6月7日、UEFA EURO 2020予選のスロベニア戦でスタメン入りし初キャップ。

## タイトル
レッドブル・ザルツブルク
- オーストリア・ブンデスリーガ: 2014-15, 2015-16, 2016-17
- オーストリア・カップ: 2014-15, 2015-16, 2016-17

RBライプツィヒ
- DFBポカール: 2021-22, 2022-23

FCバイエルン・ミュンヘン
- ブンデスリーガ:2024-2025